# Kylie Copeland
Pour les articles homonymes, voir Copeland.
Kylie Copeland (née le 19 mai 1961) est une joueuse de tennis américaine, professionnelle dans les années 1980.
Pendant sa carrière, elle a gagné un tournoi WTA en double dames, à Bakersfield en 1983 aux côtés de Lori McNeil.

## Palmarès

### Titre en simple dames
Aucun

### Finale en simple dames
Aucune

### Titre en double dames
| No | Date       | Nom et lieu du tournoi           | Catégorie | Dotation | Surface    | Partenaire  | Finalistes                  | Score    |          |
| -- | ---------- | -------------------------------- | --------- | -------- | ---------- | ----------- | --------------------------- | -------- | -------- |
| 1  | 26-09-1983 | Ginny of Bakersfield Bakersfield |           | 50 000 $ | Dur (ext.) | Lori McNeil | Ann Henricksson Pat Medrado | 6-4, 6-3 | Parcours |

### Finale en double dames
| No | Date       | Nom et lieu du tournoi               | Catégorie | Dotation | Surface    | Vainqueures                        | Partenaire | Score         |          |
| -- | ---------- | ------------------------------------ | --------- | -------- | ---------- | ---------------------------------- | ---------- | ------------- | -------- |
| 1  | 09-07-1984 | Santista Textile Open Rio de Janeiro |           | 50 000 $ | Dur (ext.) | Jill Hetherington Hélène Pelletier | Penny Barg | 6-3, 2-6, 7-6 | Parcours |

## Parcours en Grand Chelem

### En simple
N'a jamais participé à un tableau final.

### En double dames
| Année | Open d'Australie (janvier) | Open d'Australie (janvier) | Internationaux de France    | Internationaux de France | Wimbledon                    | Wimbledon                 | US Open                      | US Open              | Open d'Australie (décembre) | Open d'Australie (décembre) |
| ----- | -------------------------- | -------------------------- | --------------------------- | ------------------------ | ---------------------------- | ------------------------- | ---------------------------- | -------------------- | --------------------------- | --------------------------- |
| 1984  | n/a                        | n/a                        | 1er tour (1/32) Rene Blount | F. Dürr F. Bonicelli     | 1er tour (1/32) Hetherington | Zina Garrison Lori McNeil | -                            | -                    | -                           | -                           |
| 1985  | n/a                        | n/a                        | -                           | -                        | 1er tour (1/32) T. Mochizuki | Neige Dias Pat Medrado    | 1er tour (1/32) Leslie Allen | K. Horvath V. Ruzici | -                           | -                           |

Sous le résultat, la partenaire ; à droite, l’ultime équipe adverse.

### En double mixte
N'a jamais participé à un tableau final.

## Classements WTA

### Classements en simple en fin de saison
| Année | 1986 | 1987 |
| Rang  | 327  | 461  |

Source : (en) « Classements de Kylie Copeland », sur le site officiel du WTA Tour

### Classements en double en fin de saison
| Année | 1986 |
| Rang  | 332  |

Source : (en) « Classements de Kylie Copeland », sur le site officiel du WTA Tour